# Sjeverna Amerika
Sjeverna Amerika kontinent je koji se u potpunosti nalazi na sjevernoj polutci i gotovo u potpunosti na zapadnoj polutci. Okružena je s Arktičkim morem na sjeveru, s Atlantskom oceanom na istoku, s Južnom Amerikom i Karipskim morem na jugoistoku, i s Tihim oceanom na jugu i zapadu. S obzirom na to da se nalazi na Sjevernoameričkoj ploči, Grenland se geografski ubraja u Sjevernu Ameriku. 
Sjeverna Amerika ima površinu od otprilike 24,709,000 kvadratnih kilometara (9,540,000 kvadratnih milja), što zauzima oko 16.5% Zemljine kopnene površine i oko 4.8% ukupne površine. Ona je površinom treća po veličini (nakon Azije i Afrike), a stanovništvom četvrta (nakon Azije, Afrike i Europe). 2013. je procijenjeno da ima skoro 579 milijuna stanovnika u 23 nezavisne države, što je oko 7,5% svjetskog stanovništva.
Prvi stanovnici Sjeverne Amerike došli su tijekom zadnjeg ledenog doba, putem prelaska Beringovog kopnenog mosta bilo gdje između zadnjih 40,000 i 17,000 godina. Takozvano Paleo-indijsko razdoblje je trajalo do prije 10,000 godina. Pretkolumbovsko doba završilo je 1492. početkom transatlantskih migracija Europljana tijekom doba Velikih geografskih otkrića i ranog novog vijeka. Ipak, prve europske reference o Sjevernoj Americi (osim Grenlanda) datiraju iz otprilike 1000. g. ne. iz nordijskih saga, u kojima je dobila ime Vinland. Sadašnji kulturni i etnički uzorci pokazuju interakcije između europskih kolonista, domorodačkih ljudi, afričkih robova, migranata, i potomaka navedenih grupa.
Većina stanovništva ovog kontinenta govori europske jezike poput engleskog, španjolskog ili francuskog, a njihove kulture su slične zapadnoj.

## Povijest
Godine 1492. španjolska kraljica poslala je Kristofora Kolumba na put do Indije. Namjeravao je krenuti sa zapada i doći na istok jer je vjerovao da je Zemlja okrugla. Kada je došao do kopna (nepoznatog kontinenta), mislio je da je to Indija, pa je tako nazvao i domorodce koji su ondje živjeli. Tek je poslije Amerigo Vespucci istraživao područja oko Amazone i shvatio da je riječ o sasvim novom kopnu, a kako je to bilo njegovo otkriće, po njemu je Amerika dobila ime.

## Zemljopis
Sjeverna Amerika je treći kontinent po veličini. Najveća država u Sjevernoj Americi je Kanada, od 9,976.140 km2 površine, Kanada je ujedno i druga država po veličini u svijetu, a najmanja joj je država Grenada. Ona pripada Karipskim otocima, a površina joj iznosi 340 km2. Geološki najstariji dio Sjeverne Amerike je Kanadski štit.
Sjeverna Amerika obuhvaća sjeverni dio zemljane mase poznate po nazivima Novi Svijet, Zapadna Hemisfera ili Amerike. Jedina kopnena točka dodira između Sjeverne i Južne Amerike i mjesto gdje prestaje Sjeverna, a počinje Južna Amerika je Panamska prevlaka kroz koju je prokopan Panamski kanal (prema nekim izvorima mjesto gdje završava Sjeverna Amerika i počinje Južna je prevlaka Tehuantepec u Meksiku).
Kontinentalna obala je duga i nepravilna. Meksički zaljev je najveća vodena površina udubljena u kontinent, nakon nje slijedi Zaljev Hudson, a ostali značajniji su Zaljev St. Lawrence i Kalifornijski zaljev.
Uz obalu kontitnent nalaze se brojna otočja npr. Kanadski Arktički Arhipelag,  Bahami, Otoci Turks i Caicos, Veliki i Mali Antili, Aleutski otoci i te brojni veliki otoci poput Newfoundlanda i Grenlanda.
Bermudski otoci geološki nisu dio Amerika, to je oceanski otok koji je nastao pukotinom srednje atlantskog grebena prije 100 milijuna godina. Najbliže kopno otocima je Cape Hatteras, u Sjevernoj Karolini, te se Bermudski otoci zbog svojih povijesnih, politički i kulturnih veza smatraju dijelom američkog kontinenta.

## Politička podjela i površina
Sjeverna Amerika se dijeli na Sjevernu i Srednju Ameriku. Prostire se u žarkom pojasu (jug Sjeverne Amerike), sjevernom umjerenom pojasu (središnja Sjeverna Amerika, pretežito SAD) i sjevernom hladnom pojasu (većina Kanade, Aljaska i Grenland tj. sjever Sjeverne Amerike).
Iako Sjeverna Amerika najvećim dijelom pripada umjerenom klimatskom pojasu, izuzevši najsjevernije krajeve u subpolarnim i najjužnije u suptropskom i tropskom pojasu, njezina klima ovisi o reljefu. Zbog gorja koje se pruža kao podnevnici, gotovo u smjeru sjever-jug, unutrašnjost kontinenta otvorena je utjecajima hladnog sjevera i vrućeg juga.
| Ime                              | Površina (km²) | Stanovništvo (2002-07-01) | Gustoća stanovništva (po km²) |
| -------------------------------- | -------------- | ------------------------- | ----------------------------- |
| Američki Djevičanski otoci (SAD) | 352            | 123.498                   | 351                           |
| Angvila (UK)                     | 102            | 12.446                    | 122                           |
| Antigva i Barbuda                | 443            | 67.448                    | 152                           |
| Aruba (Niz.)                     | 193            | 70.441                    | 365                           |
| Bahami                           | 13,940         | 300.529                   | 22                            |
| Barbados                         | 431            | 276.607                   | 642                           |
| Belize                           | 22.966         | 262.999                   | 11                            |
| Bermudi (UK)                     | 53             | 63.960                    | 1.200                         |
| Britanski Djevičanski otoci (UK) | 153            | 21.272                    | 139                           |
| Dominika                         | 754            | 70.158                    | 93                            |
| Dominikanska Republika           | 48,730         | 8,721.594                 | 179                           |
| Kanada                           | 9,976.140      | 32,078.819                | 3,2                           |
| Kajmanski Otoci (UK)             | 262            | 36.273                    | 138                           |
| Kostarika                        | 51.100         | 3,834.934                 | 75                            |
| Kuba                             | 110.860        | 11,224.321                | 101                           |
| Salvador                         | 21.040         | 6,353.681                 | 302                           |
| Grenland (Dan)                   | 2,166.086      | 56.376                    | 0,03                          |
| Grenada                          | 344            | 89.211                    | 259                           |
| Gvadalupa (Fr.)                  | 1.780          | 435.739                   | 245                           |
| Gvatemala                        | 108.890        | 13,314.079                | 122                           |
| Haiti                            | 27.750         | 7,063.722                 | 255                           |
| Honduras                         | 112.090        | 6,560.608                 | 59                            |
| Jamajka                          | 10.991         | 2,680.029                 | 244                           |
| Martinik (Fr.)                   | 1.100          | 422.277                   | 384                           |
| Meksiko                          | 1,972.550      | 103,400.165               | 52                            |
| Montserrat (UK)                  | 102            | 8.437                     | 83                            |
| Otok Navassa (SAD)               | 5              | 0                         | n/a                           |
| Nizozemski Antili                | 960            | 214.258                   | 223                           |
| Nikaragva                        | 129.494        | 5,023.818                 | 39                            |
| Panama                           | 78.200         | 2,882.329                 | 37                            |
| Portoriko (SAD)                  | 9.104          | 3,957.988                 | 435                           |
| Sveti Kristofor i Nevis          | 261            | 38.736                    | 148                           |
| Sveta Lucija                     | 616            | 160.145                   | 260                           |
| Saint-Pierre-et-Miquelon (Fr.)   | 242            | 6.954                     | 29                            |
| Sveti Vincent i Grenadini        | 389            | 116.394                   | 299                           |
| Trinidad i Tobago                | 5.128          | 1,104.209                 | 215                           |
| Otoci Turks i Caicos (UK)        | 430            | 18.738                    | 44                            |
| Sjedinjene Američke Države       | 9,629.091      | 280,562.489               | 29                            |
| Ukupno                           | 24,497.994     | 490,354.921               | 20,0                          |